# Menkauhor
Menkauhor var den sjunde faraonen under Egyptens femte dynasti som regerade ungefär 2420–2410 f. Kr.

## Familjebakgrund
Menkauhors ursprung och relationer är till stor del okända. Det misstänks att han kan ha varit son till Neuserra, vilket reliefer från drottning Chetikaus IIs dödstempel tyder på. Det antas att prinsen Chentikauhor som avbildas där var en son till Neuserra som vid tronbestigelsen tog namnet Menkauhor.
Nyare upptäckter talar dock emot detta. Under våren 2008 upptäcktes en inskrift i prins Werkaures mastaba som innehöll namnet Menkauhor, men inte med någon titel för en kung. Därför kan det antas att Menkauhors tronbestigelse inträffade utan något namnbyte. Möjligtvis var han en bror till Chentikauhor och därmed en ytterligare son till Neuserra.
Drottning Meresankh IV har föreslagits som hans gemål och de två prinsarna Kaemtjenet och Raemka som hans söner, men det är mycket osäkert och grundar sig på platsen och dateringen på deras gravar.

## Regeringstid
Den enda kända längden på hans styre är de 8 år som uppges i Turinpapyrusen. Han sände en expedition till Sinai-halvön som bevittnas av en inskription i Wadi Maghara.
Hans pyramid upptäcktes år 1842 av den tyske arkeologen Karl Lepsius som kallade den nummer 29. Den "försvann" sen under sanden i 176 år innan den återupptäcktes 2008.

## Titulatur
1. ↑  enligt Verner: The Pyramids

| Företrädare Neuserra | Kung av Egypten 5:e dynastin | Efterträdare Djedkara |